# Rubis'Vélo
Rubis'Vélo est le nom du système de vélos en libre-service mis en place dans le Bassin de Bourg-en-Bresse et géré par l'entreprise Keolis.
Ce système a été mis en service le 15 juillet 2019. Il dessert principalement Bourg-en-Bresse, ainsi que les communes de proche banlieue : Péronnas, Saint-Denis-lès-Bourg et Viriat. Il est composé de 19 stations.

## Utilisation

### Prendre un vélo
Pour libérer un vélo de sa borne, il suffit de passer sa carte OùRA ou de saisir un code secret envoyé sur son téléphone portable et appuyer sur le bouton « libérer un vélo » .Avant de choisir un vélo, il est recommandé de s'assurer de son état (selle, pédales, roues, éclairage...).

### Rendre son vélo
Le vélo doit être restitué dans l’une des 41 stations. On peut retrouver en temps réel les bornes disponibles dans chaque station grâce à l’application Rubis'Vélo. Il suffit de l'accrocher à une borne disponible ou à un autre vélo si la station est pleine. Une fois le rendu confirmé, la location prend fin.

### Protection
Chaque vélo dispose d’un système antivol pour les arrêts temporaires en dehors d’une station.

## Stations
Actuellement, on compte 41 stations Rubis'Vélo réparties sur les communes de Bourg-en-Bresse, Péronnas, Saint-Denis-lès-Bourg et Viriat :
- Stations à Bourg-en-Bresse : Alimentec, Berthelot, Bons Enfants, Bouvent, Carré Amiot, Centre hippique, Centre nautique, Challes, Charité Université, Charmettes, Collège de Brou, CPA, Croix Blanche, Cuvier, D’Arsonval Jacquard, Dîmes, Ekinox Ainterexpo, Gare-Dépose minute, Grenouillère, Julles Ferry, Médiathèque Césaire, Monastère de Brou, Parc de la Madeleine, Peloux Gare, Pont des chèvres, Préfecture, Quartier des lycées, Rond-point du Stand, Sémard Gare, Théâtre, Vennes Montesquieu ;
- Stations à Viriat : Hôpital Fleyriat, La Neuve, Perrinche, Viriat Mairie ;
- Stations à Saint-Denis-lès-Bourg : Printemps, St Denis Centre, Viards ;
- Stations à Péronnas : Péronnas Mairie, Tyrandes.

## Tarifs
Plusieurs formules existent pour utiliser le service Rubis'Vélo : sont ainsi proposés des forfaits à la journée, à la semaine, au mois ou à l'année. La première heure est gratuite pour tous les utilisateurs. Il existe aussi des forfaits supplémentaires pour louer une batterie électrique supplémentaire, qui procure au vélo une assistance électrique.

## Galerie

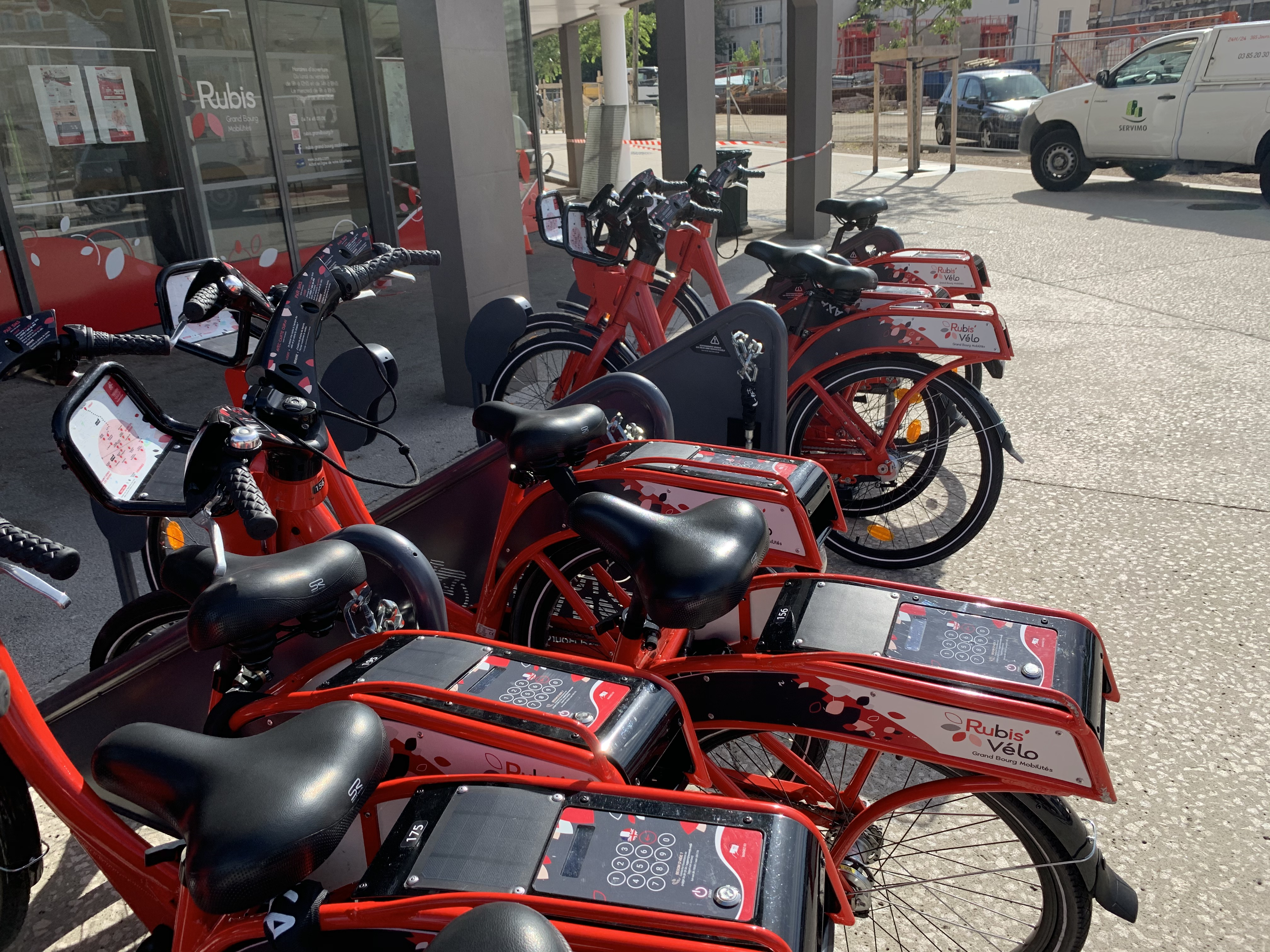
Station Carré Amiot
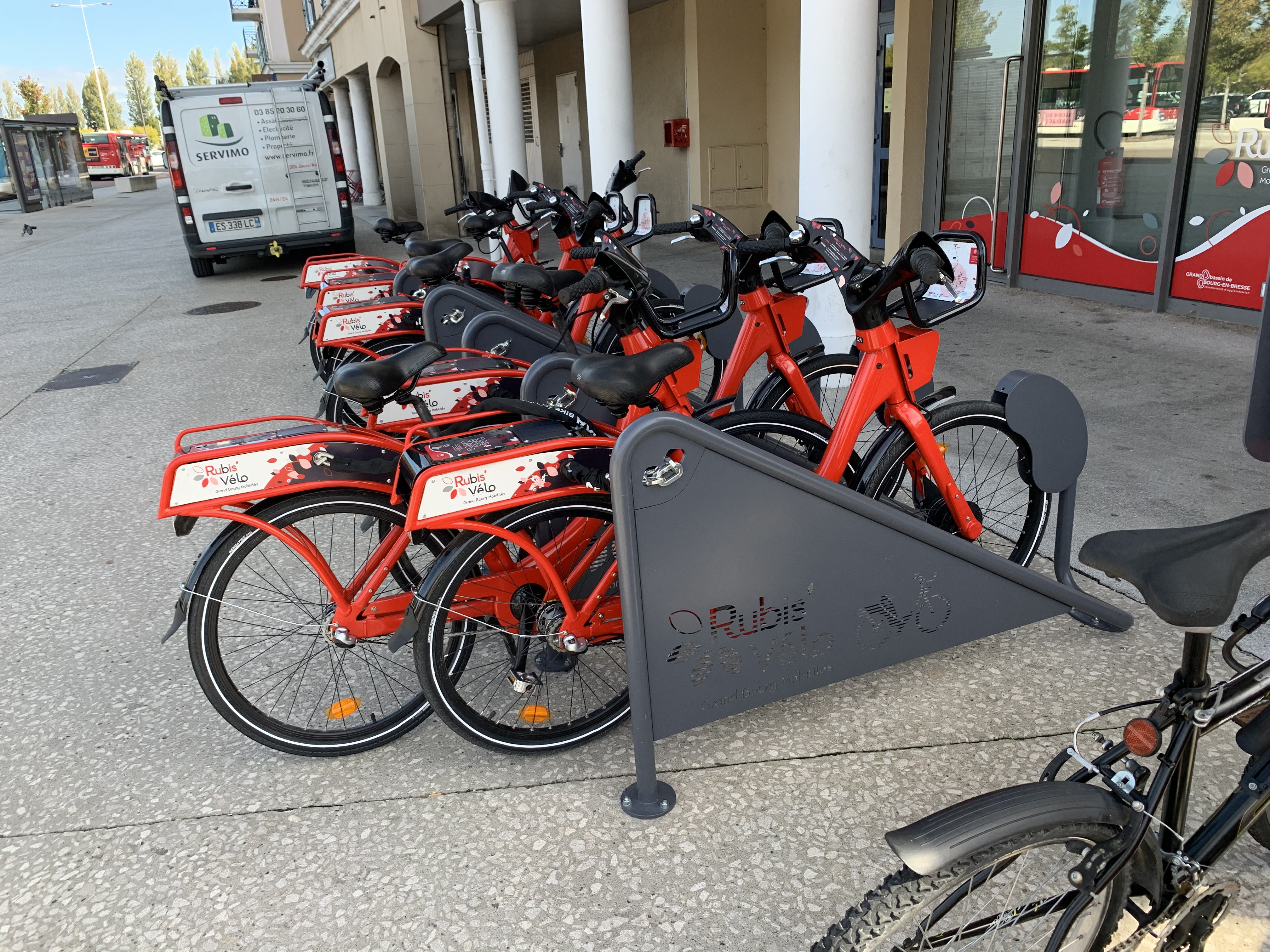
Station Carré Amiot
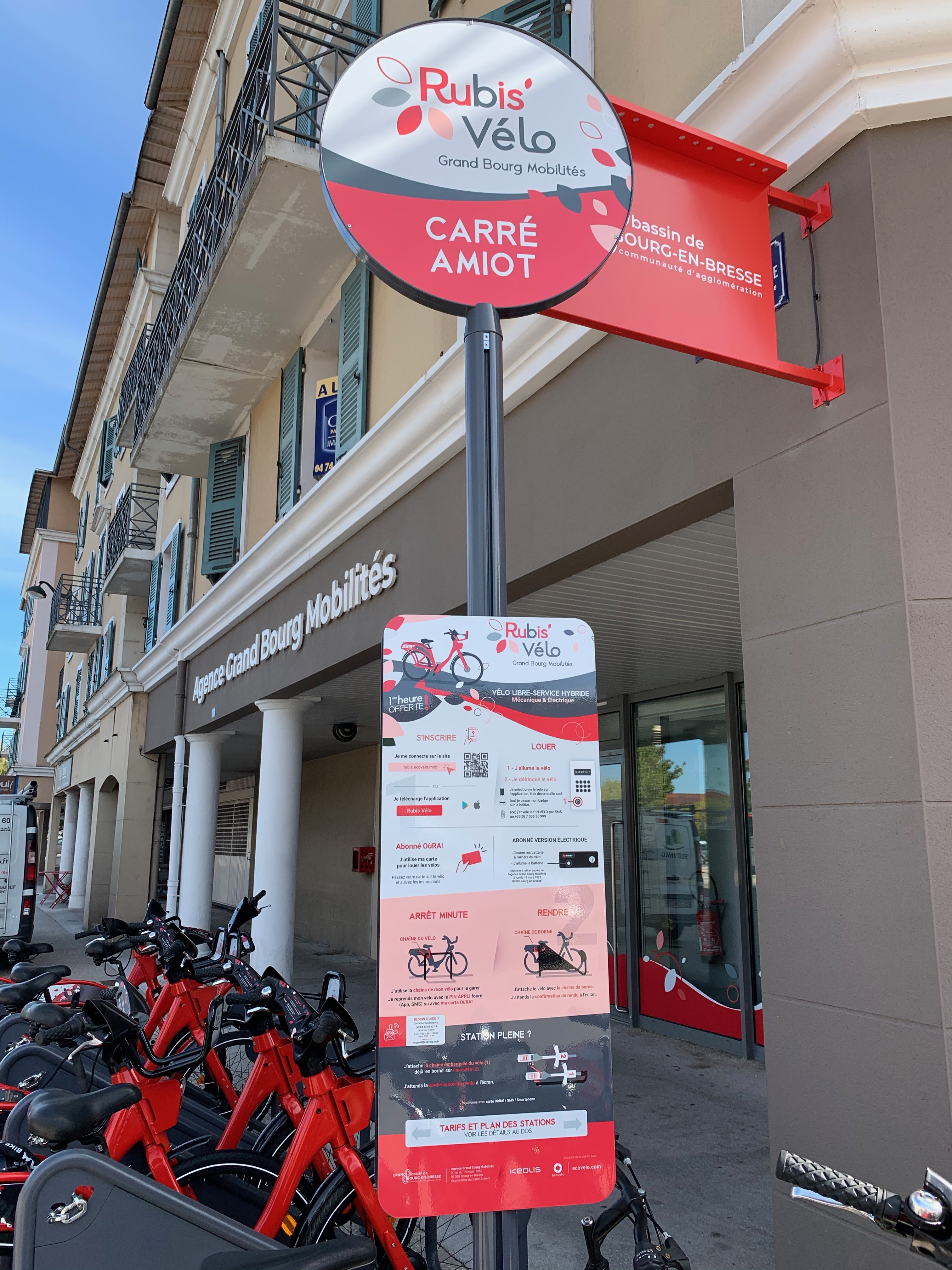
Station Carré Amiot
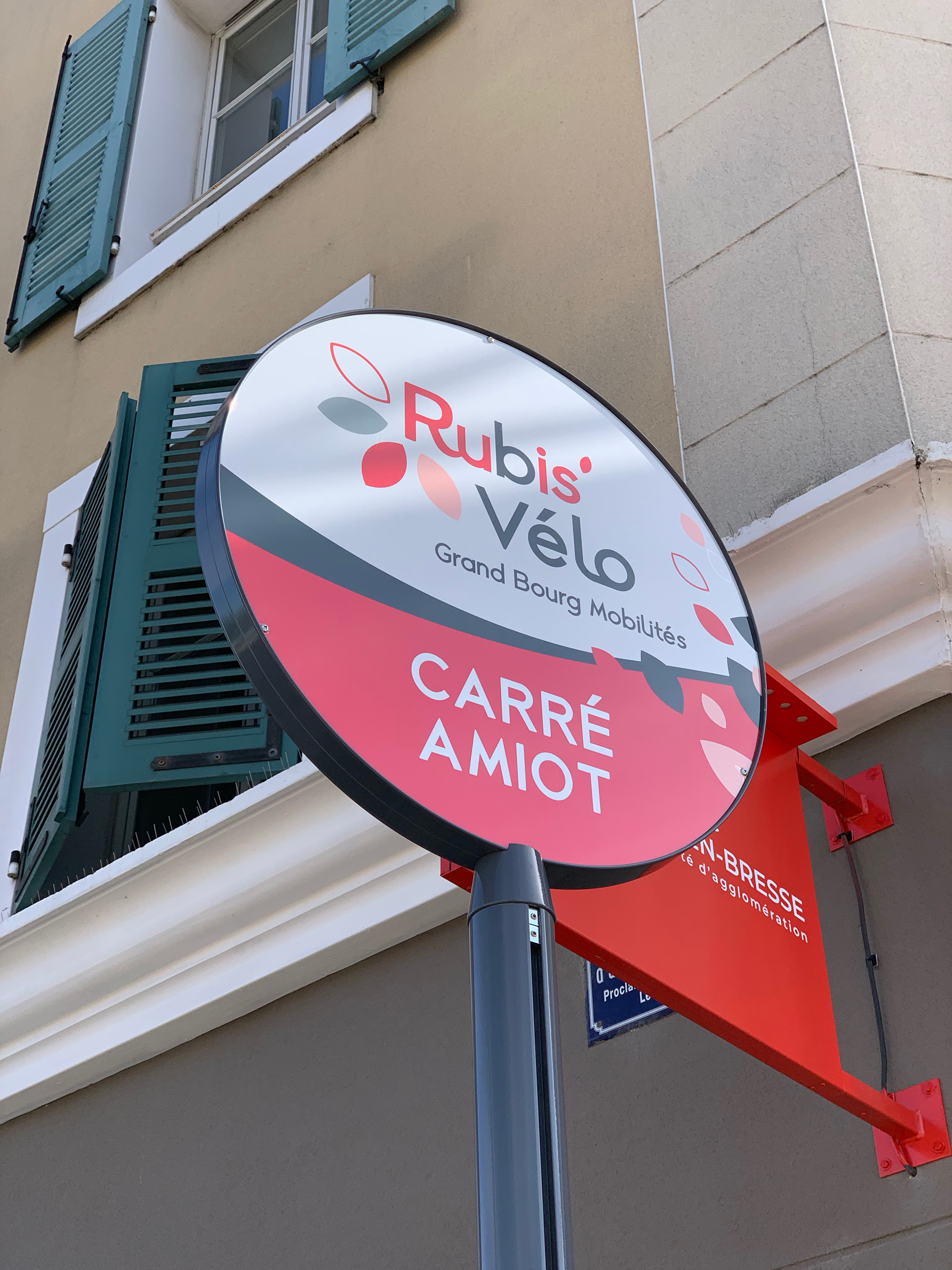
Station Carré Amiot
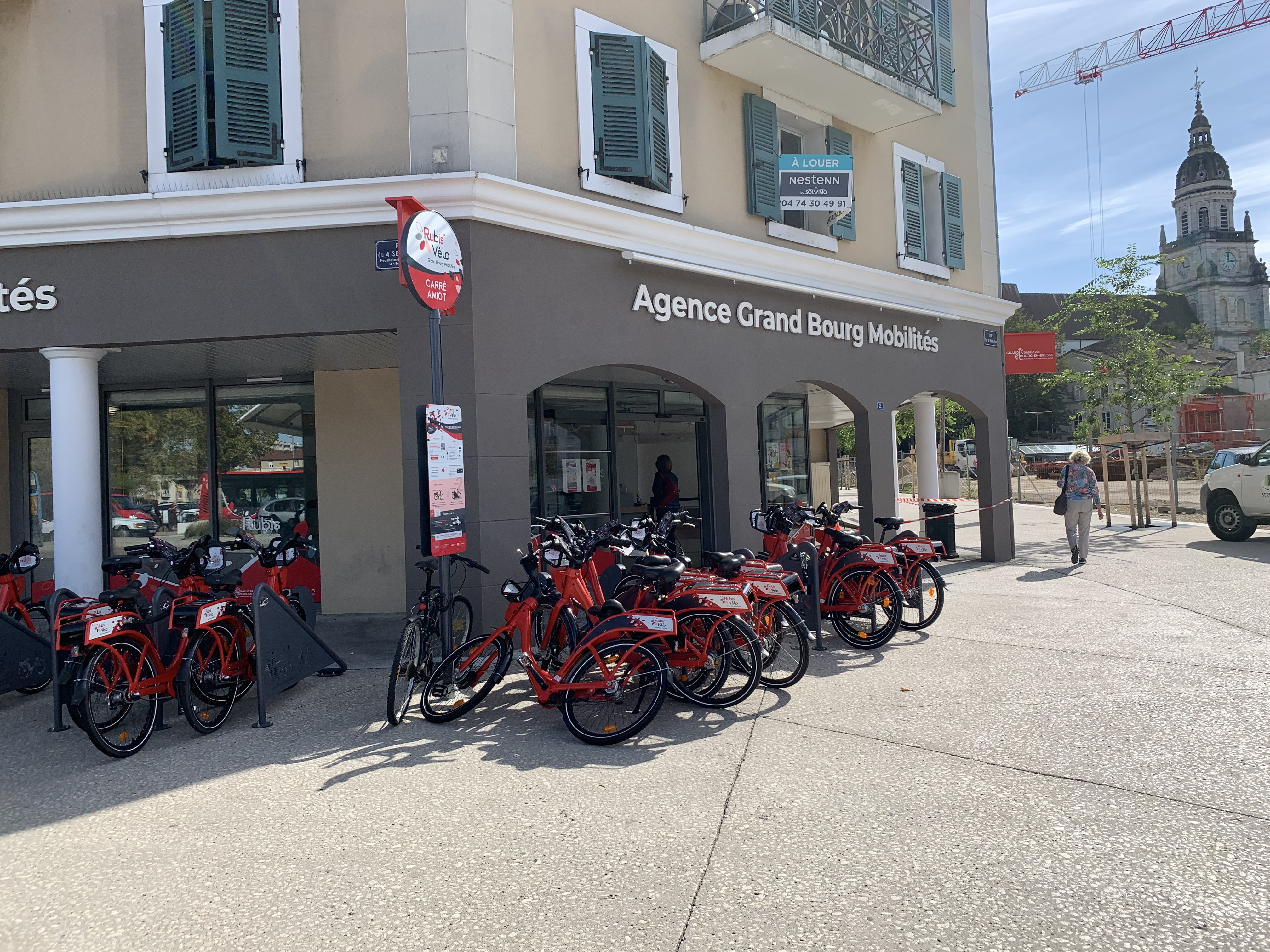
Station Carré Amiot
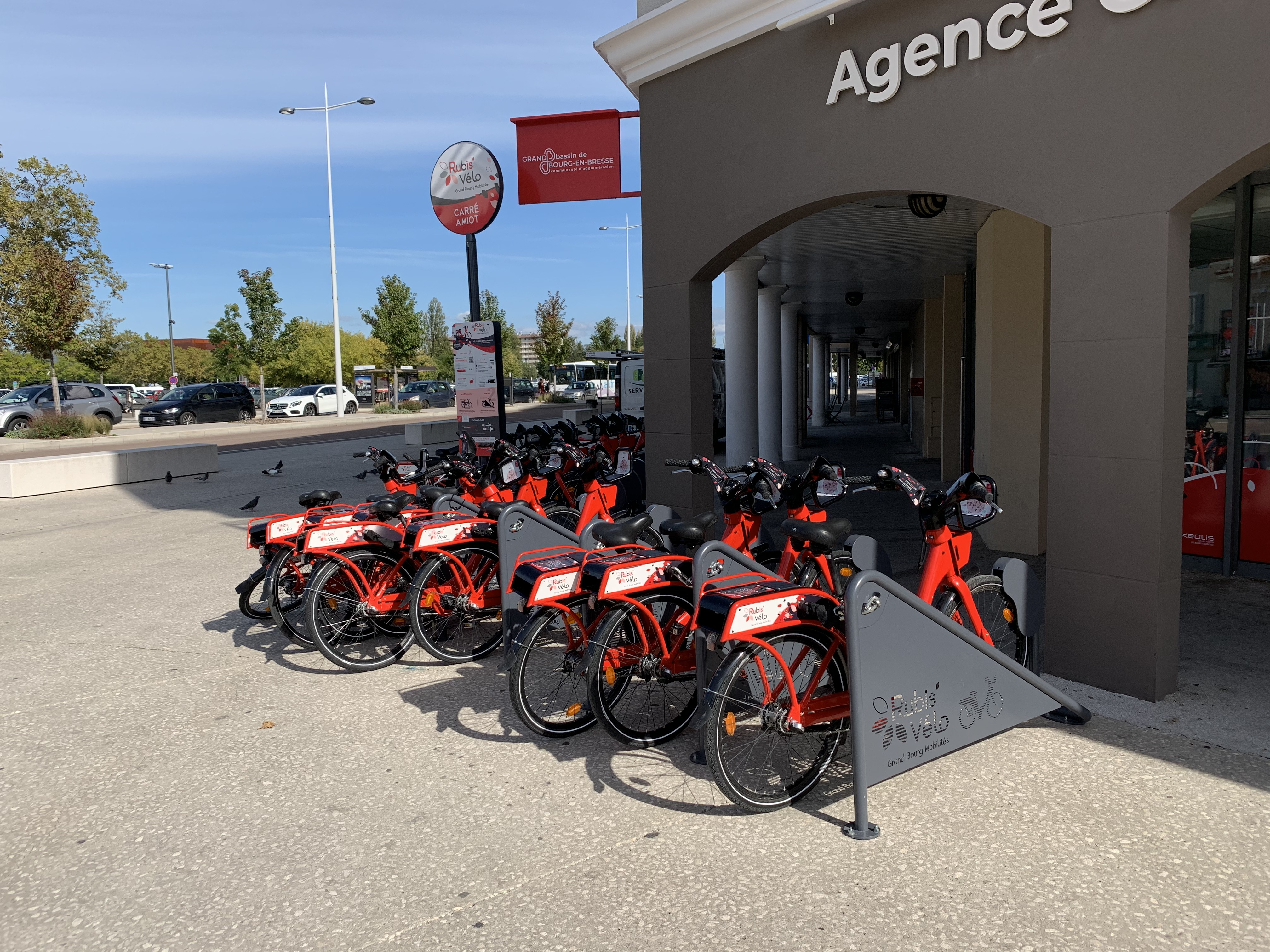
Station Carré Amiot
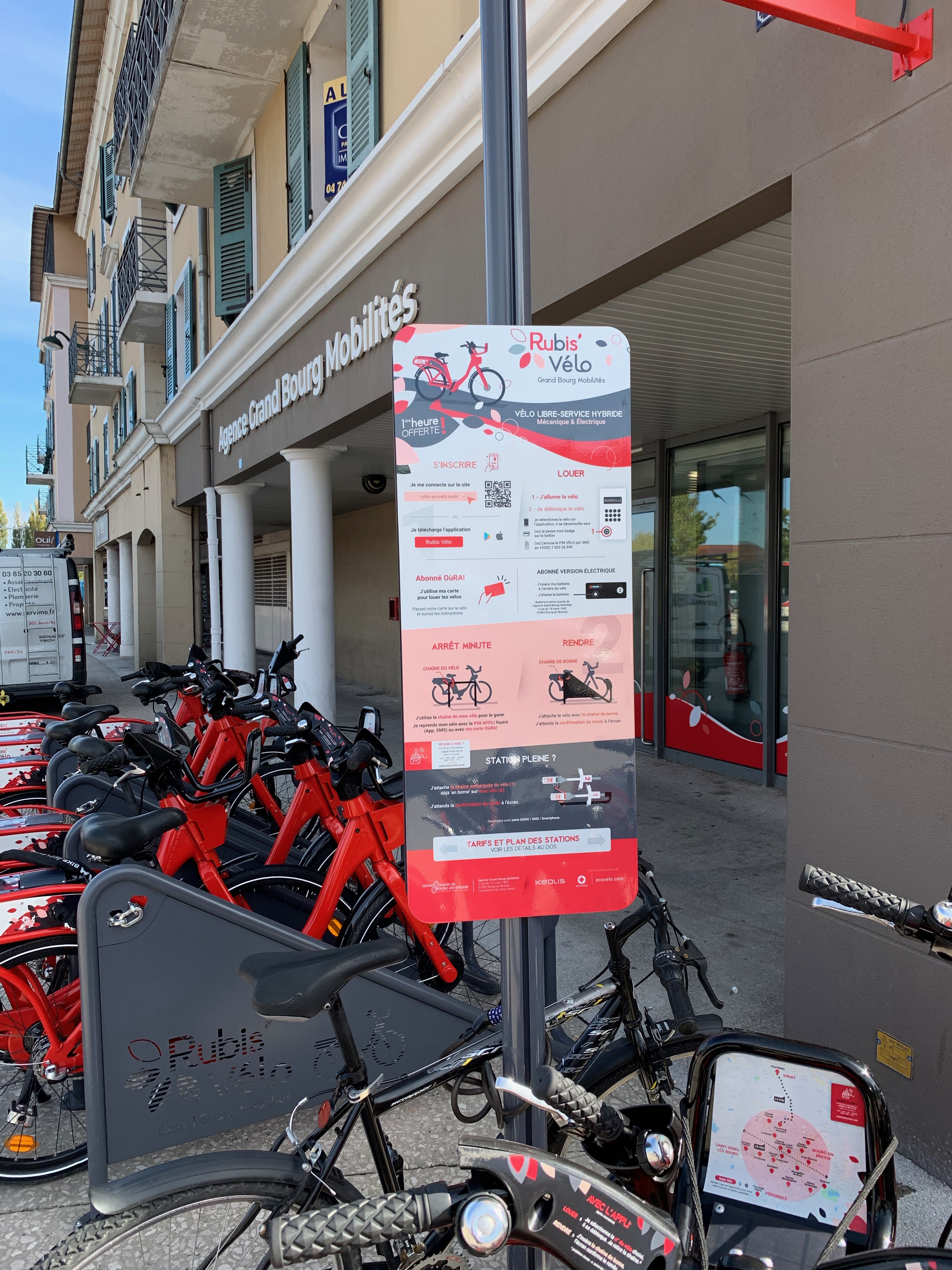
Station Carré Amiot
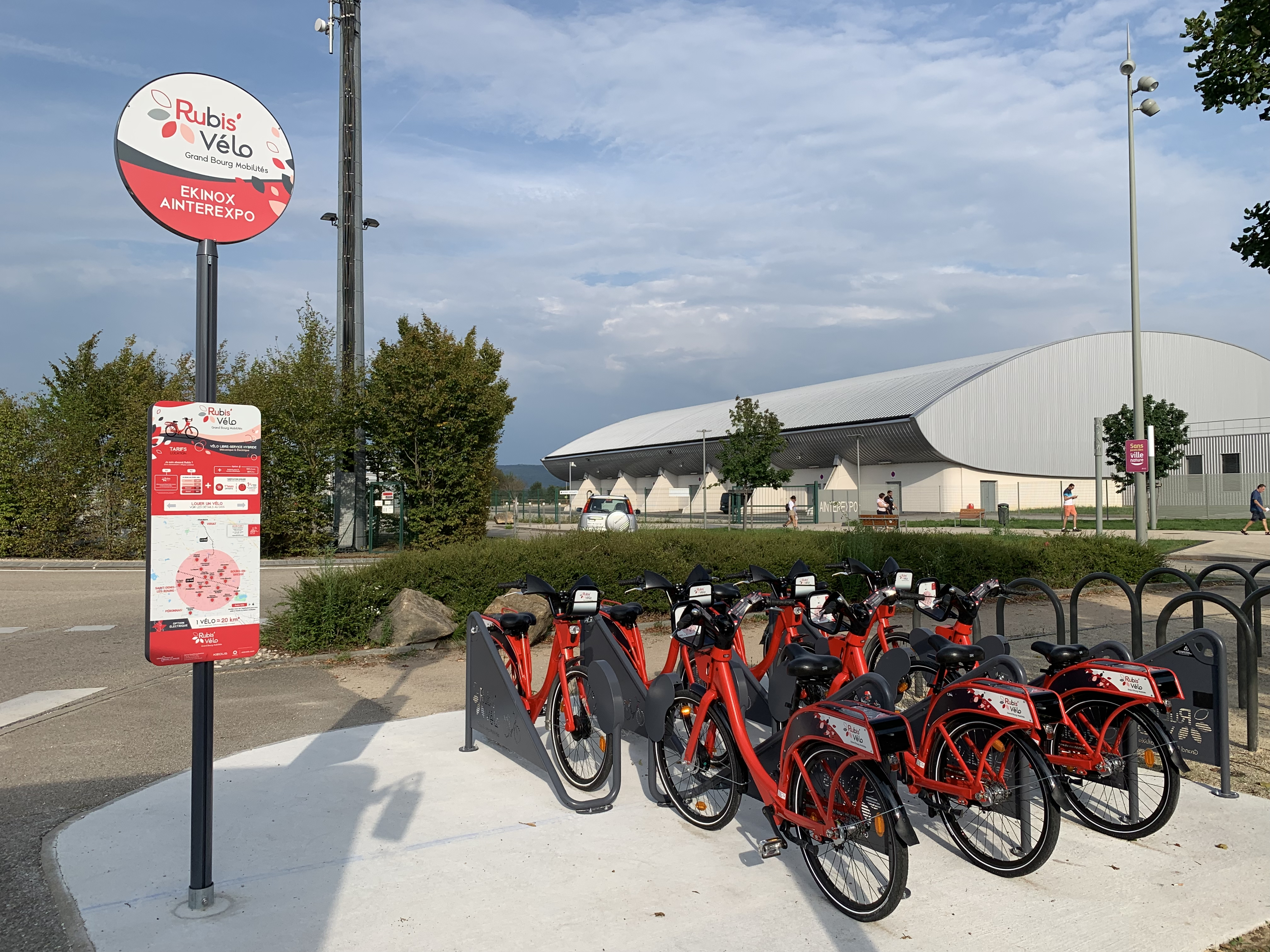
Station Ekinox-Ainterexpo
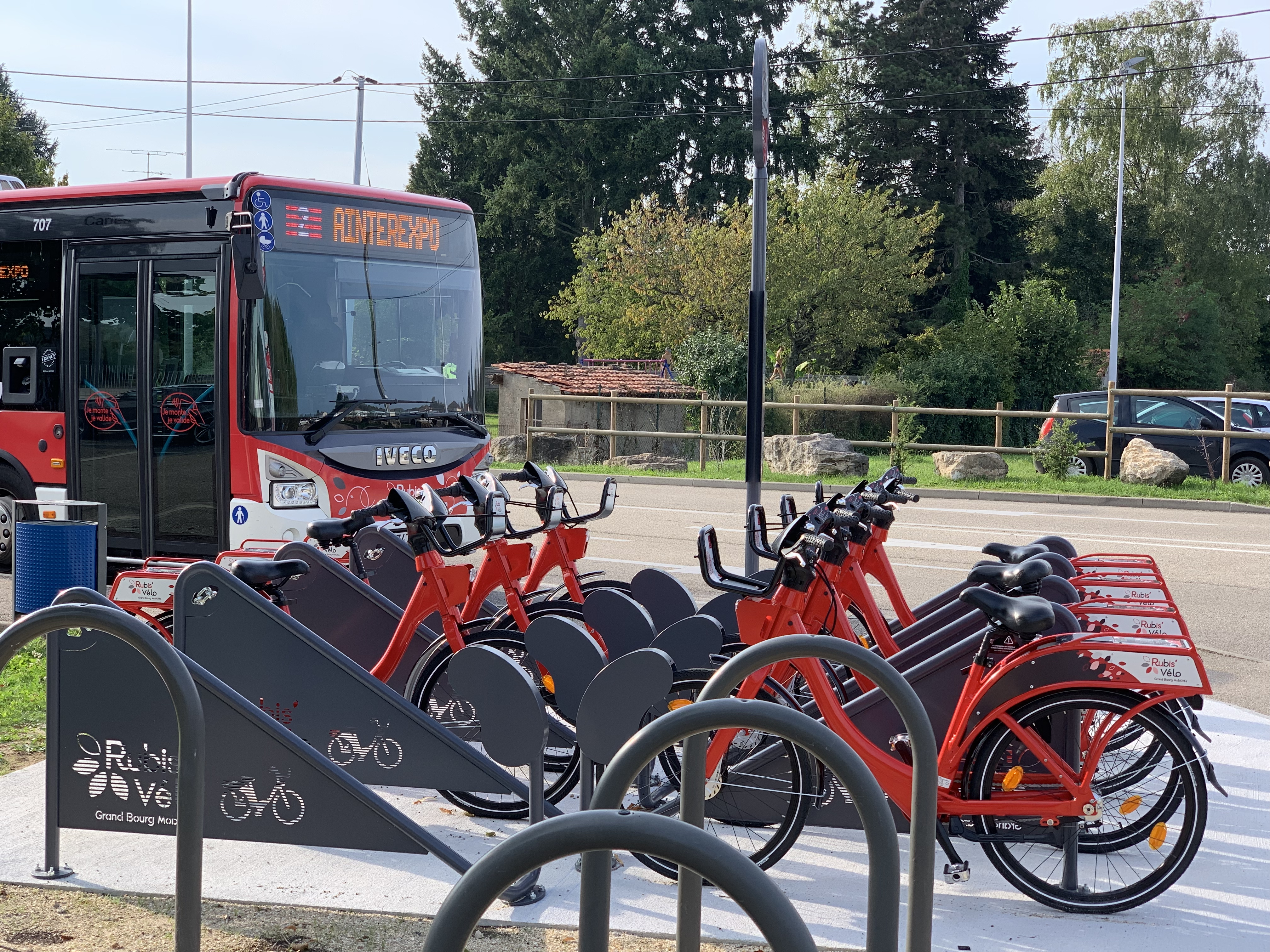
Station Ekinox-Ainterexpo